# Szczęsne (Purda)
Szczęsne (deutsch Schönwalde) ist ein Ort in der polnischen Woiwodschaft Ermland-Masuren. Er gehört zur Gmina Purda (Landgemeinde Groß Purden) im Powiat Olsztyński (Kreis Allenstein).

## Geographische Lage
Szczęsne liegt nordwestlich des Leynauer Sees (1938 bis 1945 Leinauer See, polnisch Jezioro Linowskie) im Westen der Woiwodschaft Ermland-Masuren, sieben Kilometer südöstlich der Kreis- und Woiwodschaftshauptstadt Olsztyn (deutsch Allenstein).
|  |

## Geschichte
Das Dorf Schonewald, später auch Schönwald genannt, wurde im Jahre 1352 gegründet. Im Jahre 1820 wurde das „Königliche Bauerndorf im Amt Allenstein“ mit 30 Feuerstellen bei 192 Einwohnern genannt.
Von 1874 bis 1945 war Schönwalde in den Amtsbezirk Klaukendorf (polnisch Klewki) im ostpreußischen Kreis Allenstein eingegliedert. Das Dorf zählte im Jahre 1910 insgesamt 375 Einwohner.
Am 30. September 1928 vergrößerte sich Schönwalde um den Nachbarort Alt Allenstein, der eingemeindet wurde. Die Gesamtzahl der Einwohner belief sich danach im Jahre 1933 auf 466 und 1939 auf 487.
Mit dem gesamten südlichen Ostpreußen kam Schönwalde 1945 in Kriegsfolge zu Polen. Schönwalde erhielt die polnische Namensform „Szczęsne“ und ist heute eine Ortschaft innerhalb der Landgemeinde Purda (Groß Purden) im Powiat Olsztyński (Kreis Allenstein), von 1975 bis 1998 der Woiwodschaft Olsztyn, seither der Woiwodschaft Ermland-Masuren zugehörig.

## Kirche

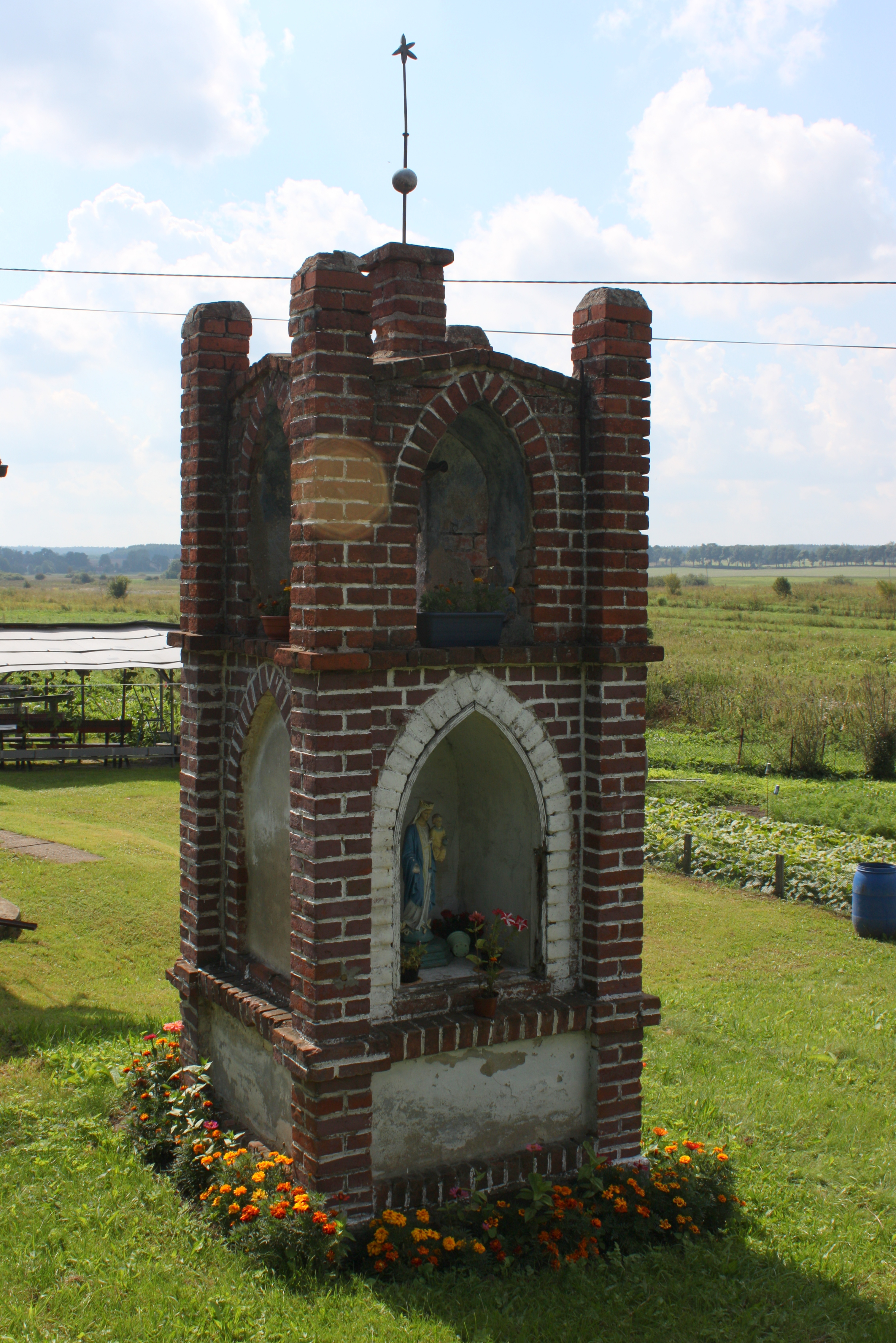
Bildstock in Szczęsne

Bis 1945 war Schönwalde in die evangelische Kirche Allenstein in der Kirchenprovinz Ostpreußen der Kirche der Altpreußischen Union, außerdem in die römisch-katholische Kirche Klaukendorf im damaligen Bistum Ermland eingepfarrt.
Heute gehört Szczęsne evangelischerseits zur Christus-Erlöser-Kirche Olsztyn in der Diözese Masuren der Evangelisch-Augsburgischen Kirche in Polen, katholischerseits zur St.-Valentins-Kirche Klewki im jetzigen Erzbistum Ermland.

## Verkehr

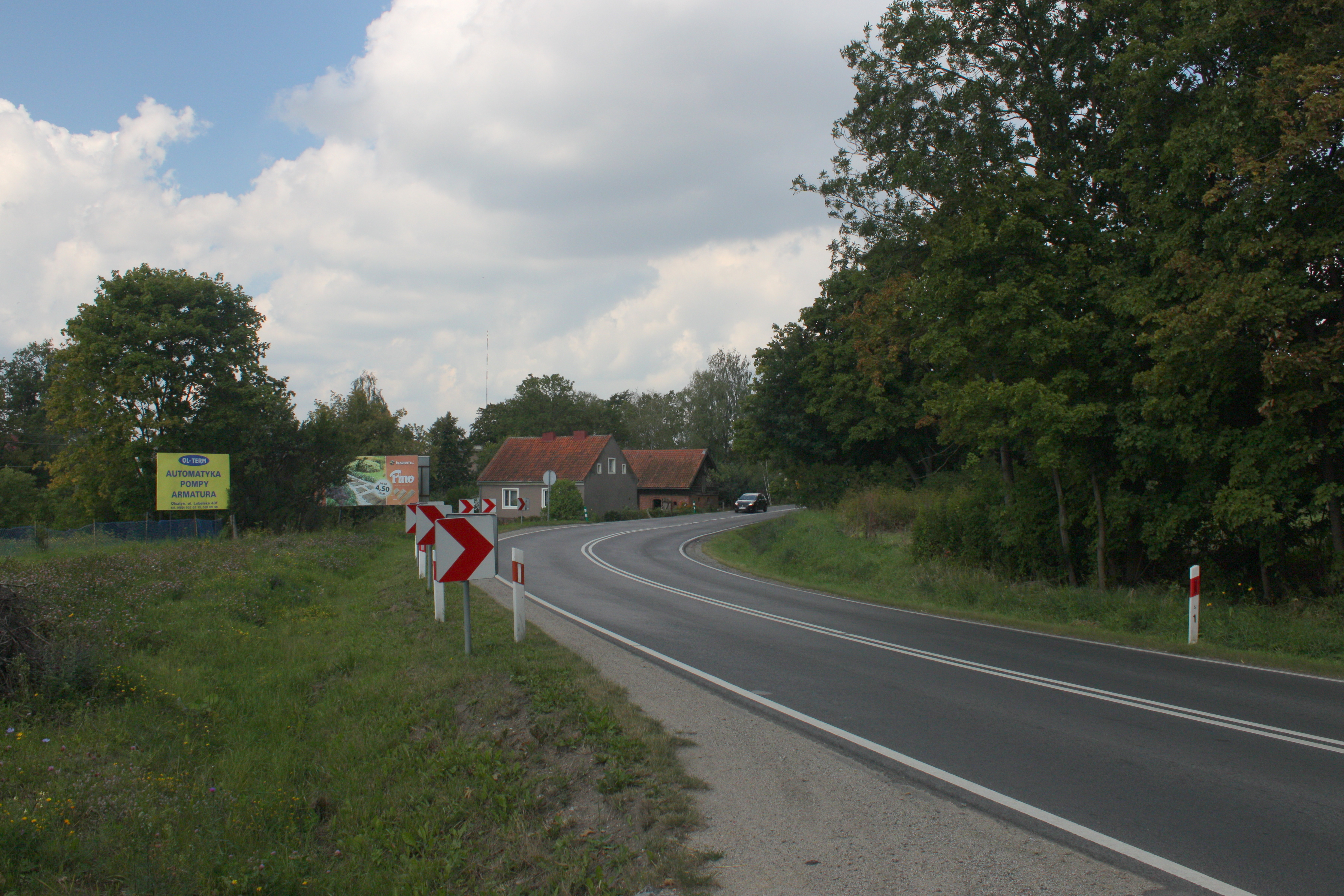
Ortsdurchfahrt Szczęsne der DK 53 (ehem. R 134)

### Straße
Szczęsne liegt an der polnischen Landesstraße 53 (einstige deutsche Reichsstraße 134), die von der Anschlussstelle Olsztyn Pieczewo der Schnellstraßen S 16 und S 51 über Klewki–Pasym (Passenheim) und Szczytno (Ortelsburg) bis nach Ostrołęka in der Woiwodschaft Masowien führt. Eine Nebenstraße verbindet außerdem Bartąg (Groß Bertung), Bartążek (Klein Bertung) und Stary Olsztyn (Alt Allenstein) mit Szczęsne.

### Schienen
Szczęsne verfügt über keine Bahnanbindung. Die nächste Bahnstation ist Klewki (Klaukendorf) an der PKP-Linie 219: Olsztyn–Ełk.